# Paul Lejeune-Jung

Paul Lejeune-Jung

Paul Adolf Franz Lejeune genannt Jung (* 16. März 1882 in Köln; † 8. September 1944 in Berlin-Plötzensee) war ein deutscher Volkswirtschaftler, Politiker, Syndikus der Zellstoffindustrie und Widerstandskämpfer gegen den Nationalsozialismus.

## Leben

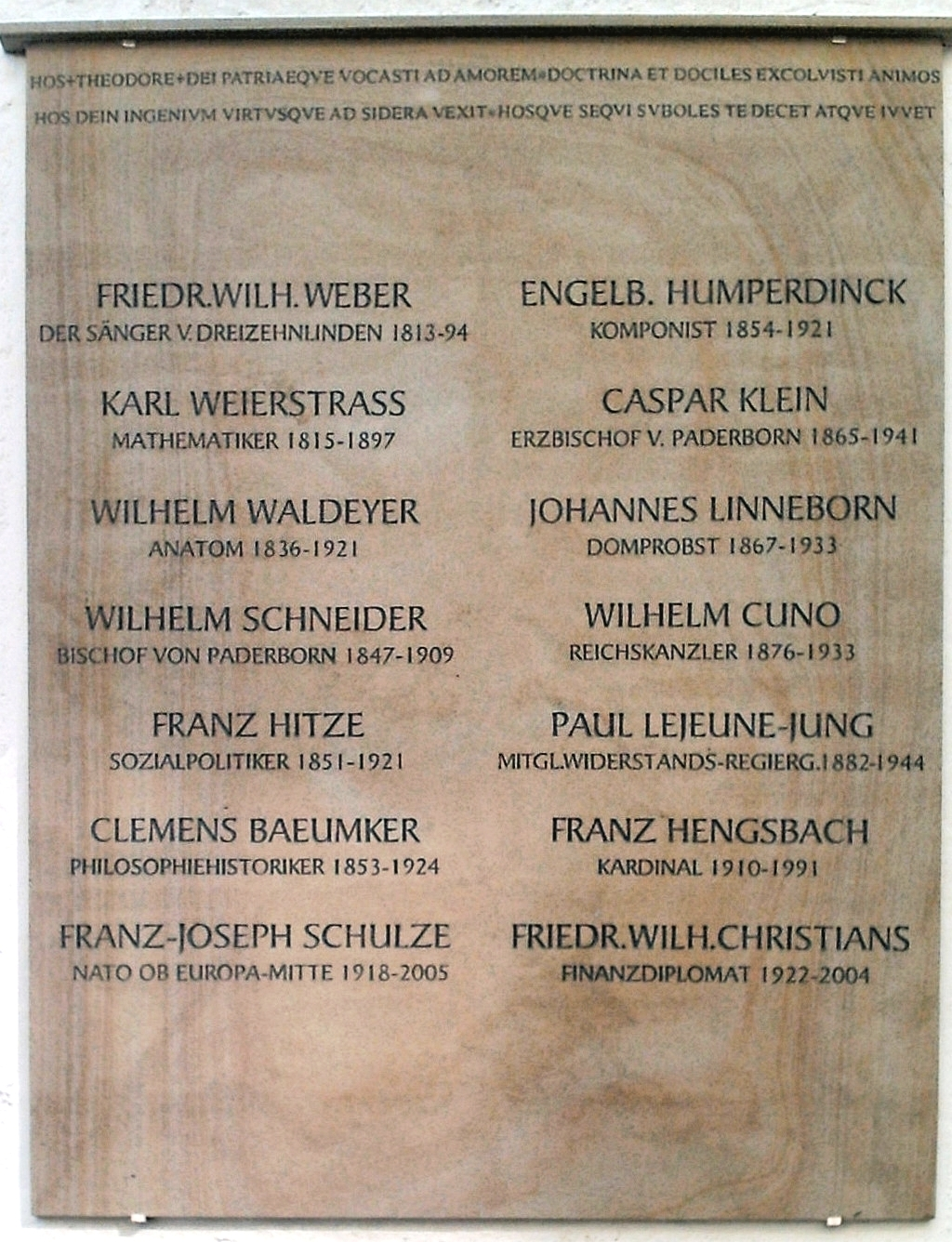
Ehrentafel am Gymnasium Theodorianum in Paderborn: Rechte Seite, Dritter von unten: Paul Lejeune-Jung

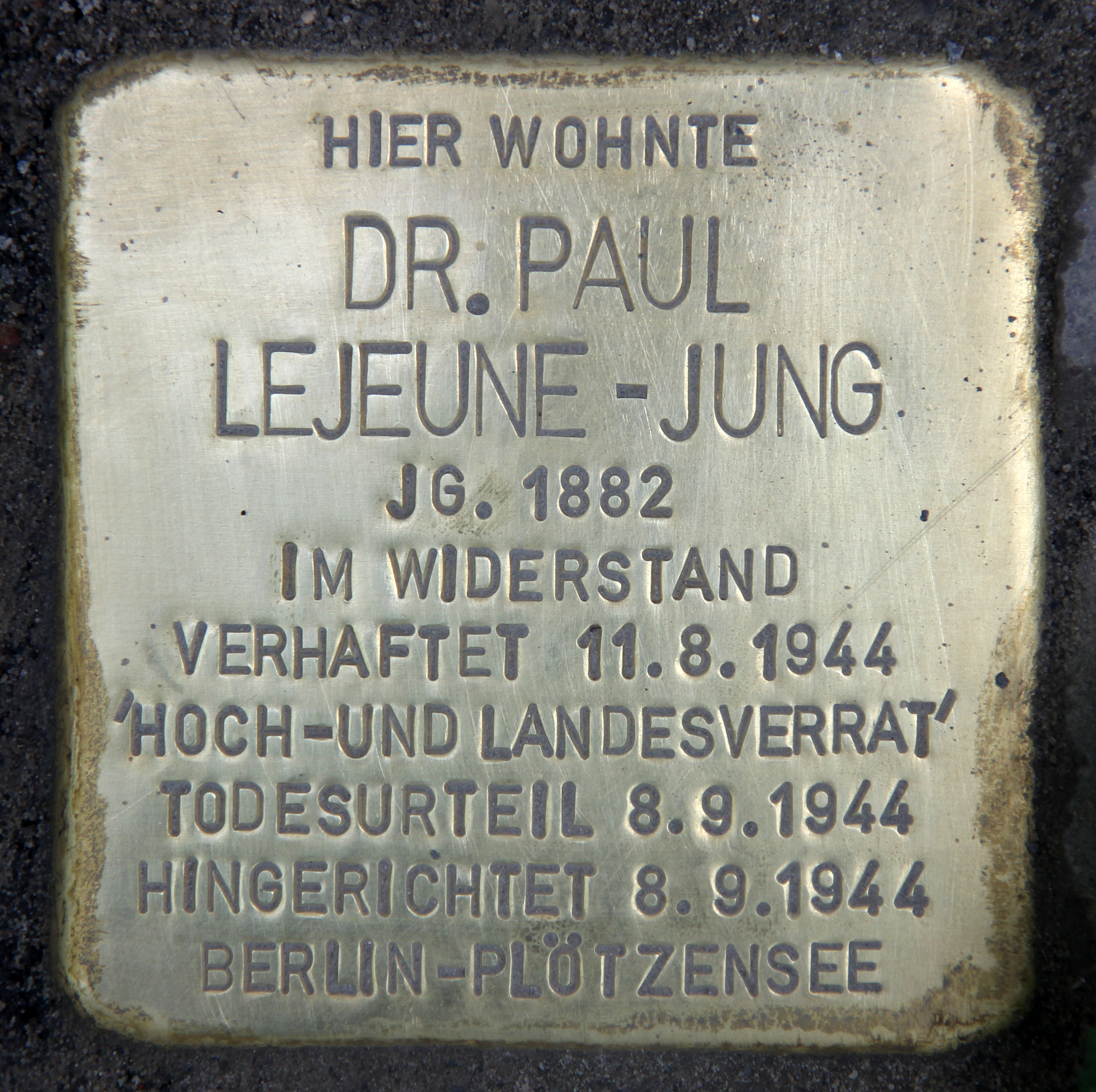
Stolperstein, Lietzenseeufer 7, in Berlin-Charlottenburg

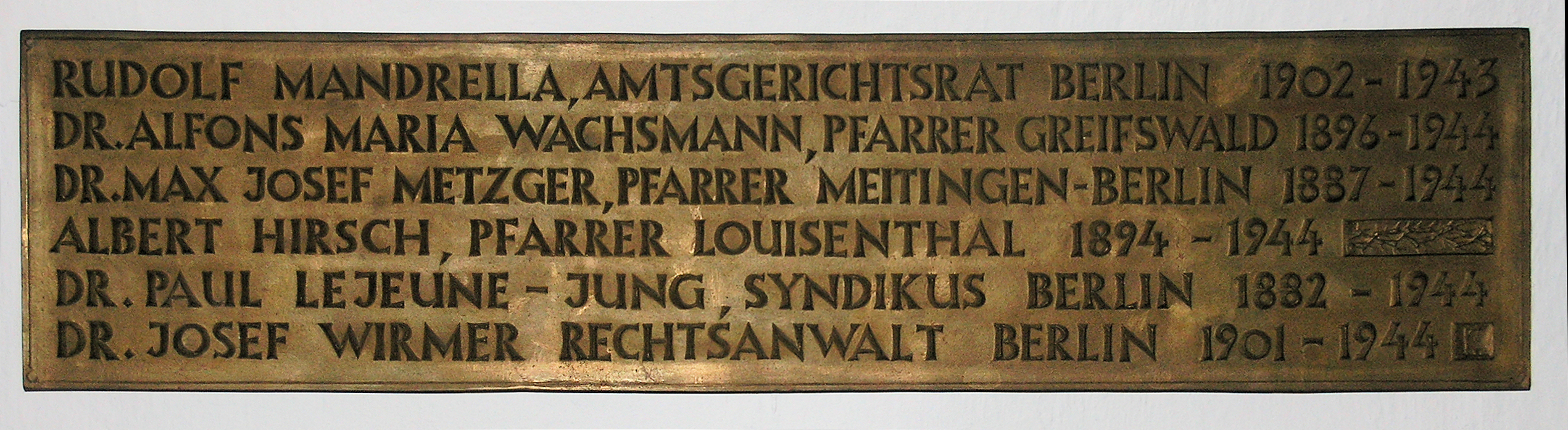
Gedenktafel der Märtyrer der NS-Zeit in der Krypta der Sankt-Hedwigs-Kathedrale in Berlin-Mitte

### Familie
Lejeune-Jung entstammte einer alten Hugenottenfamilie in Berlin. Vorfahren betrieben dort die in Familienbesitz befindliche Jungsche Apotheke, in der Theodor Fontane als Provisor arbeitete. Der Hugenottentradition verpflichtet, war die Familie französisch-reformiert. Lejeune-Jungs Mutter Elise geb. Bruère (1848–1912) aber, eine katholische Rheinländerin, ließ ihre Kinder katholisch taufen. Somit entwickelte sich hier ein katholischer Zweig der Familie. Der Vater Hugo Lejeune-Jung (1846–1889) fuhr als Kapitän der englischen Handelsmarine jahrelang zur See, bis er sich nach Stationen in Hamburg und Köln, wo der Sohn Paul geboren wurde, in Rathenow an der Havel niederließ, wo er 1889 verstarb.

### Ausbildung
Paul Lejeune-Jung machte am Realgymnasium in Rathenow die mittlere Reife und wechselte dann nach dem Willen der Mutter auf das humanistische Gymnasium Theodorianum im katholisch geprägten Paderborn. Der Schulwechsel bedeutete für Lejeune-Jung, drei Jahre Altgriechisch und einen erheblichen Rückstand in Latein aufzuholen. 1901 legte er das Abitur ab und nahm ein Studium der katholischen Theologie auf mit der Absicht, katholischer Priester zu werden. Nach einigen Semestern wechselte er die Fakultät, um sich an der Rheinischen Friedrich-Wilhelms-Universität in Bonn dem Studium der Philosophie und der Geschichte zu widmen; in letzterem Fach wurde er bei dem Mediävisten Aloys Schulte über das Thema Walter von Pagliara, Kanzler des normannisch-staufischen Reiches zum Dr. phil. promoviert.
Lejeune-Jung erweiterte seine wissenschaftlichen Grundlagen, indem er sich an der Universität Berlin mit volkswirtschaftlichen Studien und Wirtschaftsgeschichte beschäftigte.
Er wurde 1902 Mitglied der katholischen theologischen Studentenverbindung „Eburonia“ in Bonn, deren Altherrenschaft 1927 in großen Teilen (darunter Lejeune-Jung) der KDB Saxonia zu Köln im Ring Katholischer Deutscher Burschenschaften (RKDB) beitrat. Nach seinem Umzug nach Berlin wurde er Bandphilister der KDB Gothia zu Berlin im RKDB.

### Berufliche Karriere
Das Jahr 1907 markiert den Beginn seiner praxisorientierten Berufslaufbahn. Bis 1909 war er als volkswirtschaftlicher Assistent im Reichskolonialamt und in der Deutschen Kolonialgesellschaft tätig, um 1910 in die Papier- und Zellstoffindustrie zu wechseln, wo er in der Feldmühle AG beruflich arrivierte.
Im Jahre 1913 heiratete er Hedwig Foltmann (1888–1965), eine Tochter des Breslauer Kaufmanns Karl Foltmann und dessen Ehefrau Maria, geb. Hoeptner. Aus der Ehe gingen acht Kinder hervor. Nachdem Lejeune-Jung während des Ersten Weltkrieges in der Kriegsrohstoffabteilung des Preußischen Kriegsministeriums, Referat Wollwirtschaft, beschäftigt war, fand er im Jahre 1921 seine endgültige berufliche Position als Geschäftsführer des Vereins Deutscher Zellstofffabrikanten. Diese war auch der Ausgangspunkt für seine spätere politische Laufbahn.

### Politische Karriere
Schon früh bestanden Verbindungen zur Deutschnationalen Volkspartei (DNVP), für die er 1924 als einziger katholischer Abgeordneter Mittelschlesiens im Wahlkreis Breslau in den Reichstag gewählt wurde. Bei der Wahl im Dezember desselben Jahres zog er erneut in den Reichstag ein, war in den Folgejahren Mitglied und Vorsitzender des Handelspolitischen Ausschusses und nahm an den Internationalen Parlamentarischen Konferenzen 1926 in London, 1927 in Rio de Janeiro und 1929 in Berlin teil.
Für den Anfang der 1920er Jahre ist ein undatiertes Schreiben im Zusammenhang mit einem Memorandum bezeugt, dessen Mitverfasser Lejeune-Jung ist. Der Fuldaer Bischofskonferenz wird darin die beabsichtigte Gründung des Reichsausschusses der Katholiken in der Deutsch-Nationalen Volkspartei mitgeteilt. Lejeune-Jung weist sich hier als Vertreter der sogenannten Rechtskatholiken aus, die monarchisch orientiert im Gegensatz zur republikanisch ausgerichteten katholischen Zentrumspartei standen. In dem Schreiben distanzieren sich die Autoren deutlich von der Zentrumspartei, „welche den Ausgang jeder Gewalt von Gott leugne und stattdessen die verhängnisvolle Irrlehre von der Volkssouveränität verkünde“. Die Rechtskatholiken standen mit ihrer Polemik gegen das Zentrum nicht alleine, vielmehr war innerhalb der Zentrumspartei selbst seit 1919 ein innerkatholischer Disput über das Verhältnis der Katholiken zur republikanischen Staatsform entstanden.
Ungeachtet seines politischen Standortes als Abgeordneter mit konservativer Grundüberzeugung gehörte Lejeune-Jung zu den gemäßigten Kräften innerhalb der DNVP, die sich zu einer positiven Mitarbeit im Weimarer Staat durchringen konnten. Er war Mitglied des konservativen Deutschen Herrenklubs. Das 1929 von dem Vorsitzenden der DNVP Alfred Hugenberg angestrebte Volksbegehren gegen den Young-Plan veranlasste ihn und elf weitere Reichstagsabgeordnete zum Austritt aus der Fraktion der DNVP, womit für ihn die Aufgabe eines sicheren Listenplatzes bei den Deutschnationalen verbunden war. Die daraus entstandene Gruppierung gründete am 28. Januar 1930 die Volkskonservative Vereinigung, die sich im Parlament an der Fraktion Christlich-Nationale Arbeitsgemeinschaft (Chr.N.A.) beteiligte. Die Volkskonservative Vereinigung schloss sich am 23. Juli 1930 mit der aus der DNVP ausgeschlossenen Westarp-Gruppe zur Konservativen Volkspartei (KVP) zusammen. Die neue Partei brachte es allerdings bei den Septemberwahlen von 1930 nur auf vier Mandate. Lejeune-Jung, der keinen Reichstagssitz bekam, übernahm vorübergehend die Geschäftsführung, trat aber am 11. Juni 1932 der Zentrumspartei bei, zu deren rechtem Flügel er schon vor 1920 Verbindungen hatte.
Reichskanzler Heinrich Brüning hatte Lejeune-Jung schon 1931 zum Sachverständigen der deutsch-französischen Wirtschaftskommission ernannt. In der Analyse der deutsch-französischen Wirtschaftsbeziehungen, die Lejeune-Jung in einer Aufzeichnung mit dem Titel Pariser Eindrücke, 30. März bis 10. April 1930 vornimmt, wird seine Fähigkeit zu präziser Beobachtung und zu exakter politischer Schlussfolgerung deutlich. Den Kern seines übernationalen Konzeptes bildet eine engere Kooperation der europäischen Staaten auf wirtschaftlichem Gebiet, die Grundlage ist eine deutsch-französische Verständigung. Lejeune-Jung schwebt die Bildung eines europäischen Marktes vor, in dem Bereiche wie Kaliindustrie, Schwerindustrie, Automobilindustrie und elektrische Industrie eine zentrale Rolle spielen. Dabei übersieht er nicht die protektionistische Haltung, die französische Wirtschaftsführer und Politiker bei der Erörterung konkreter Maßnahmen offenbaren und die sich lediglich auf eine auf landwirtschaftliche Produkte eingeschränkte Zollunion bezieht.

### Widerstand
Mit der Errichtung der nationalsozialistischen Diktatur nach dem 30. Januar 1933 wurde Lejeune-Jung ins politische Abseits gedrängt. Seine ablehnende Haltung gegenüber dem NS-Regime hatte er in einem Brief an seinen Freund Gottfried Treviranus zum Ausdruck gebracht: „Der Bruch der rechtsstaatlichen Ordnung wird das Reich zum bitteren Ende einem Wahnsinnigen ausliefern, sofern nicht Wehrmacht und Gerichte den Verfassungsbruch kennzeichnen und den Usurpator stürzen.“
Im Jahr 1941/42 erhielt er erstmals Kenntnis von konkreten Planungen eines Widerstandes gegen den Unrechtsstaat. Über den früheren Gewerkschafter Max Habermann wurde der Kontakt zu Carl Friedrich Goerdeler, dem ehemaligen Leipziger Oberbürgermeister und Haupt der zivilen Widerstandsbewegung, hergestellt. Auf dessen Bitte entwarf Lejeune-Jung ein wirtschaftspolitisches Konzept für die Zeit nach einem erfolgreichen Sturz der Diktatur. In der Denkschrift aus dem Frühsommer 1943, die den Titel Reichsgrundgesetz über wirtschaftliche Reichsgerechtsame trägt, nennt er das Eigentum des Reiches an Bodenschätzen, die Sozialisierung der Schlüsselindustrien, das Verkehrs-, Versicherungs- und Außenhandelsmonopol des Staates als wesentliche Koordinaten des neuen Wirtschaftssystems. Mindestens zwei Besprechungen haben im Laufe des Jahres 1943 im Hause Lejeune-Jungs stattgefunden, an denen bedeutende Mitglieder des Widerstandes teilgenommen haben. Unter ihnen waren die ehemaligen Gewerkschafter Max Habermann, Hermann Kaiser, Wilhelm Leuschner und Julius Leber sowie Friedrich-Werner Graf von der Schulenburg, ehemaliger Botschafter in Moskau, und Josef Wirmer.
Obwohl die revolutionären wirtschaftspolitischen Vorstellungen Lejeune-Jungs nicht bei allen Mitgliedern des Widerstandes Zustimmung fanden, hielt Goerdeler an ihm als seinem künftigen Wirtschaftsminister in seinem Kabinett fest.

### Verhaftung und Tod

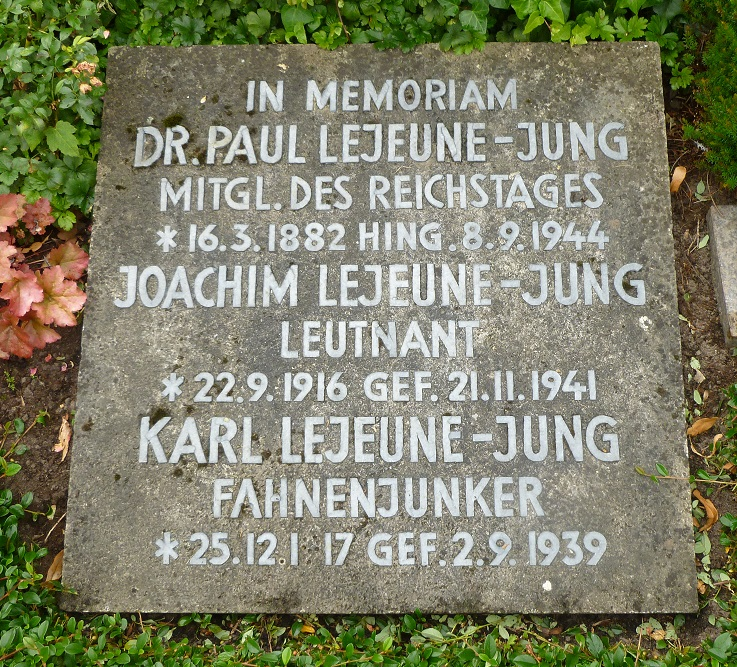
Gedenkstein für Paul Lejeune-Jung auf dem Familiengrab seiner Tochter Elisabeth Brinkmann, geb. Lejeune-Jung, auf dem Friedhof der Gemeinde Twist (Emsland).

Das gescheiterte Attentat vom 20. Juli 1944, in dessen konkrete Planungen Lejeune-Jung nach eigenen Aussagen vor dem Volksgerichtshof nicht eingeweiht war, brachte dann alle Konzepte einer demokratischen Regierung des Deutschen Reiches jäh zu Fall. Lejeune-Jung wurde, wie Tausende andere, die in die gesamte Widerstandsbewegung um den 20. Juli mehr oder weniger involviert waren, Opfer einer Vergeltungsaktion der nationalsozialistischen Machthaber. Bereits am 11. August 1944 verhaftet, wurde er in das Zellengefängnis Lehrter Straße gebracht. Am 3. September erhob der Oberreichsanwalt beim Volksgerichtshof, Ernst Lautz, Anklage wegen Hoch- und Landesverrats. Unter den Mitangeklagten befanden sich u. a. Goerdeler, Wirmer und Leuschner – sämtlich Mitglieder der vorgesehenen neuen Reichsregierung.
Im Verlaufe der Hauptverhandlung am 7. und 8. September wurde Lejeune-Jung Opfer der Prozessführung des Präsidenten des Volksgerichtshofes Roland Freisler. Am 8. September 1944, dem zweiten Verhandlungstag, wurden die Angeklagten Carl Friedrich Goerdeler, Wilhelm Leuschner, Josef Wirmer, Ulrich von Hassell und Paul Lejeune-Jung zum Tode verurteilt. Noch am selben Tag wurde er mit einer Drahtschlinge in Plötzensee zusammen mit den fünf anderen Verurteilten Georg Alexander Hansen, Ulrich von Hassell, Ulrich Wilhelm Graf Schwerin von Schwanenfeld, Günther Smend und Josef Wirmer getötet. Paul Lejeune-Jung ging mit den Worten „Mein Jesus, Barmherzigkeit“ in den Tod. Nachfragen der Familie ergaben, dass die Leichen der Hingerichteten auf Befehl Hitlers im Krematorium Wedding eingeäschert wurden. Die Asche, so hieß es, wurde an einem unbekannten Ort verstreut.
Das Landgericht Berlin hob das Urteil des Volksgerichtshofs auf Antrag der Witwe am 16. April 1952 auf. Gegenüber dem Landgericht hatte Lejeune-Jungs Verteidiger zuvor auf den „rein politischen“ Charakter der Verurteilung hingewiesen: „Die Verhandlung des ganzen Prozesses, so auch gerade die betreffend Lejeune-Jung, gestaltete sich höchst dramatisch, indem Freisler von vornherein auf die schwer belastenden Behauptungen der Anklage einging, sie als selbstverständlich zutreffend darlegte und ohne weiteres auf ein Todesurteil zusteuerte.“ Das Urteil sei auch unter Zugrundelegung der nationalsozialistischen Rechtsprechung ein „sehr schweres Unrechts-Urteil“ gewesen, so der Anwalt.
Hedwig Lejeune-Jung, geb. Foltmann (1888–1965), die Witwe von Paul Lejeune-Jung, zog 1961 zu ihrer Tochter Elisabeth und deren Mann, dem Arzt Bernhard Brinkmann, in die Gemeinde Twist (Emsland), wo sie am 17. April 1965 verstarb und auf dem örtlichen Friedhof beigesetzt wurde. Für ihren ermordeten Mann wurde von der Familie ein Gedenkstein auf dem Familiengrab platziert. Den Grabstein schuf der Künstler Paul Brandenburg, der ebenfalls ein Friedhofskreuz fertigte, das das Ehepaar Brinkmann-Lejeune-Jung der Kirchengemeinde stiftete.

## Gedenken

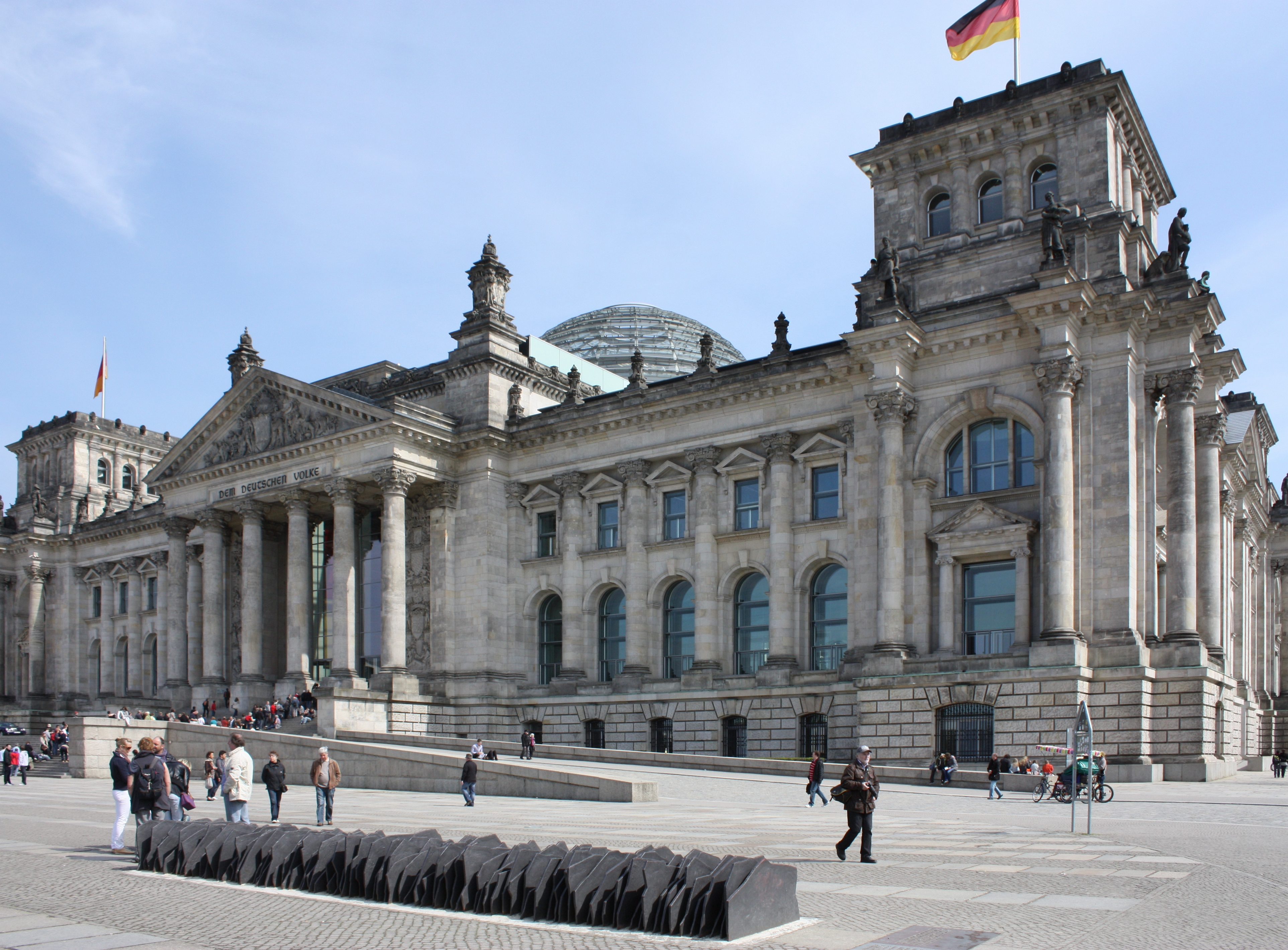
Gedenktafeln am Reichstag

- Seit 1992 erinnert in Berlin in der Nähe des Reichstags eine der 96 Gedenktafeln für von den Nationalsozialisten ermordete Reichstagsabgeordnete an Lejeune-Jung.
- Die katholische Kirche hat Paul Lejeune-Jung im Jahr 1999 als Glaubenszeugen in das Deutsche Martyrologium des 20. Jahrhunderts aufgenommen.
- Am 24. April 2014 wurde vor seinem ehemaligen Wohnhaus, Lietzenseeufer 7, in Berlin-Charlottenburg, ein Stolperstein verlegt.